# Muhàmmad ibn Suri Xansabani
Muhàmmad ibn Suri Xansabani fou el primer emir de Ghur del que es tenen notícies històriques. Governava vers el començament del segle xi i fins al 1011. El seu títol era probablement "amir".
Al negar-se a sotmetre's a Mahmud de Gazni, aquest el va atacar i el va fer presoner a la fortalesa d'Ahangaran el 1011. Fou destituït i substituït al front del país pel seu fill Abu Ali ibn Muhammad Shansabani com a tributari dels gaznèvides.